# Sint-Maartenlichtjesstoet
De Sint-Maartenlichtjesstoet is een lichtjesstoet in Aalst, gehouden op 10 november, de vooravond van het Sint-Maartenfeest.
Stedelijk museum 't Gasthuys in Aalst organiseert sinds 2018 een tocht doorheen het stadscentrum. Het doel is om families met kinderen op een laagdrempelige en toegankelijke manier meer te leren over de erfgoedfiguur Sint-Maarten: de Romeinse soldaat die aan de poort van Amiens zijn mantel in twee sneed voor de bedelaren. De Heilige Maarten wordt gelinkt aan verschillende lichtfeesten.
Kinderen kunnen hun eigen lampion maken en een optocht door het stadscentrum volgen. De Heilige Maarten trekt de stoet als soldaat te paard. De avond wordt traditioneel afgesloten met een optreden van de Aalsterse band ‘Tot Morgen’. De editie van 2022 en 2024 was extra speciaal: doorheen de hele stad werden afbeeldingen uit het boek ‘Maarten en de magie van de mantel’ geprojecteerd.